# Letheobia kibarae
Espèce
Synonymes
- Typhlops kibarae Witte, 1953
- Rhinotyphlops kibarae (Witte, 1953)

Letheobia kibarae est une espèce de serpents de la famille des Typhlopidae. 

## Répartition
Cette espèce est endémique de la province du Katanga dans le sud de la République démocratique du Congo. Elle est nommée en référence aux Monts Kibara qui se trouvent dans cette région.

## Description
L'holotype de Letheobia kibarae mesure 525 mm.

## Publication originale
- Witte, 1953 : Exploration du Parc National de l'Upemba. Mission G.F. de Witte en collaboration avec W. Adam, A. Janssens, L. van Meel et R. Verheyen (1946-1949). Reptiles, fasc. 6, p. 1–322.